# Candidia pingtungensis
Candidia pingtungensis är en fiskart som beskrevs av Chen, Wu och Hsu 2008. Candidia pingtungensis ingår i släktet Candidia och familjen karpfiskar. Inga underarter finns listade.